# Maria Gugelberg von Moos
Pour les articles homonymes, voir von Moos.
Maria Gugelberg von Moos née le 6 février 1836 et morte le 29 octobre 1918 est une botaniste et illustratrice botanique suisse.

## Biographie

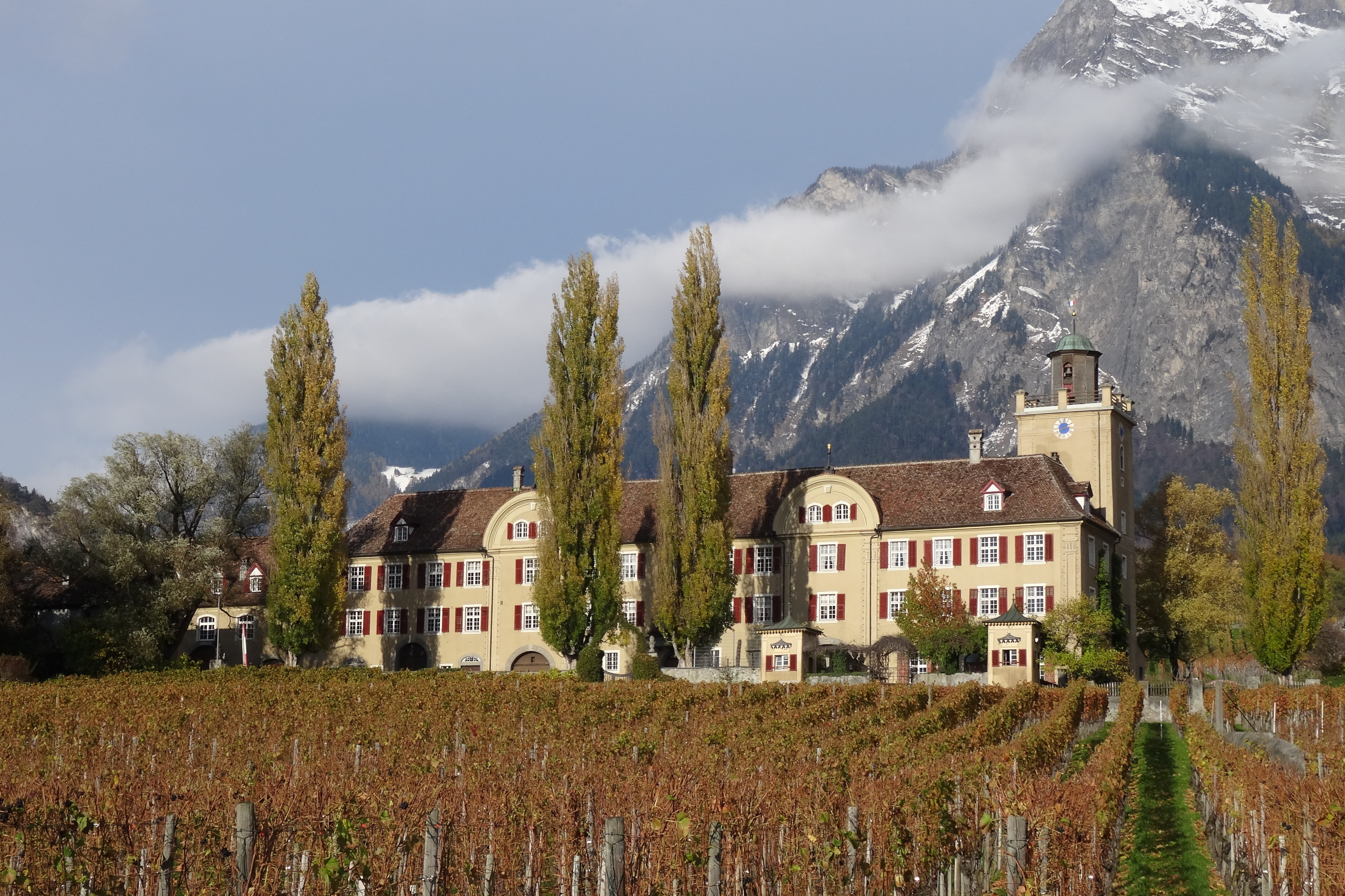
Château familial

Née en 1836 à Maienfeld où elle grandit, elle est fille d'Ulysses Gugelberg von Moos, bailli de la ville, et d'Elisabeth Jecklin von Hohenrealta. Elle fait ses études à Maienfeld et Neuchâtel, puis, continue à se former en tant qu'autodidacte, et développe un intérêt d'abord pour l'histoire naturelle, puis pour la botanique. Elle procède à une collecte et une étude systématique des plantes qu'elle étudie.
Son travail le plus important est son étude des mousses ((bryopsides et hépaticopsides) et des Marchantiophyta ; elle a découvert quarante-sept nouvelles espèces dans le canton des Grisons, et dans d'autres cantons de Suisse orientale. Elle travaille également avec le botaniste suisse Christian Georg Brügger réalisant des illustrations des hybrides qu'il produit. Certaines de ses illustrations, notamment la primevère, les joubarbes et les saxifrages, sont à l'époque appréciés. Elle est la première femme à devenir membre correspondante de la Société grisonne des sciences naturelles (Naturforschende Gesellschaft Graubündens), pour ses contributions à la botanique.
Elle meurt au château Salenegg (de), le 29 octobre 1918, à 82 ans.